# Совчис, Георгиос Янис
Георгиос Янис Совчис (18 октября 1937 — 10 мая 1996) — советский и российский актёр.

## Биография
Георгиос Совчис родился 18 октября 1937 года в деревне Карпи (Греция) в семье греческого коммуниста. По политическим мотивам семья была вынуждена бежать из страны и на положении политэмигрантов осесть в Советском Союзе.
Окончил среднюю школу в Ташкенте и Всесоюзный государственный институт кинематографии (1962, курс Григория Козинцева). Работал в экспериментальном театре пантомимы «Эктемим» под руководством Александра Румнева и в Театре-студии киноактёра.
В кино начал сниматься на последнем курсе института. В фильме режиссёра Михаила Калика «Человек идёт за солнцем» он сыграл небольшую роль молодого рабочего с прирождённым музыкальным талантом. Пик активности пришёлся на 1960-е — 1970-е годы. Среди наиболее заметных работ: Герка («Где ты теперь, Максим?»), Сашко («Эскадра уходит на запад»), филёр («Опасные гастроли»), Сотирис («На углу Арбата и улицы Бубулинас»), Волк («Честное волшебное»), главный пушкарь («На помощь, братцы!»).
Был женат на актрисе Тамаре Дмитриевне Совчи (в девичестве Якименко).
Скончался 10 мая 1996 года. Похоронен на Хованском кладбище в Москве.

## Фильмография
- 1961 — Человек идёт за солнцем — строитель
- 1963 — Внимание! В городе волшебник! — житель сказочного города
- 1964 — Где ты теперь, Максим? — Герка
- 1965 — Человек без паспорта — офицер КГБ
- 1965 — Наш дом — работник телевидения
- 1965 — Эскадра уходит на запад — Сашко
- 1966 — Товарищ песня — партизан
- 1966 — Песня-пароль
- 1966 — Айболит-66 — мим
- 1967 — Таинственная стена — учёный на пресс-конференции
- 1967 — Софья Перовская
- 1967 — Крепкий орешек — пленный лётчик
- 1967 — Железный поток
- 1968 — В горах моё сердце — Слава
- 1969 — Семейное счастье — прокурор
- 1969 — Мститель
- 1969 — Опасные гастроли — филёр
- 1970 — Удивительный мальчик — гангстер
- 1970 — Возвращение «Святого Луки» — сотрудник милиции в Риге
- 1971 — Захар Беркут — боярин
- 1972 — Руслан и Людмила[1]
- 1972 — На углу Арбата и улицы Бубулинас — Сотирис
- 1972 — Земля, до востребования — докер
- 1973 — Райские яблочки
- 1973 — Это сильнее меня — майор милиции
- 1973 — Эта весёлая планета
- 1973 — Дед левого крайнего — маляр
- 1974 — Война
- 1974 — Романс о влюблённых
- 1975 — Честное волшебное — Волк
- 1975 — Маяковский смеётся — усач в общежитии
- 1976 — Сохранить город — советский лейтенант
- 1976 — Приключения Травки — дядя Коля
- 1976 — Кафе «Изотоп» — Гуляев
- 1977 — Хождение по мукам — представитель короля Румынии
- 1977 — Пыль под солнцем — матрос
- 1978 — Поворот — пассажир
- 1979 — Санта Эсперанса
- 1980 — Фантазия на тему любви
- 1981 — Чёрный треугольник — Воловин
- 1982 — Принцесса цирка — пианист
- 1984 — Человек-невидимка — постоялец в котелке
- 1986 — Я сделал всё, что мог — немецкий военврач
- 1986 — Хорошо сидим! — милиционер
- 1986 — Путешествие мсье Перришона — полицейский
- 1988 — На помощь, братцы! — Главный пушкарь
- 1988 — Верными останемся
- 1989 — Криминальный квартет
- 1992 — Похождения Чичикова — Манилов